# Stephen Jay Gould
Stephen Jay Gould (New York, 10 settembre 1941 – New York, 20 maggio 2002) è stato un biologo, zoologo, paleontologo e storico della scienza statunitense.

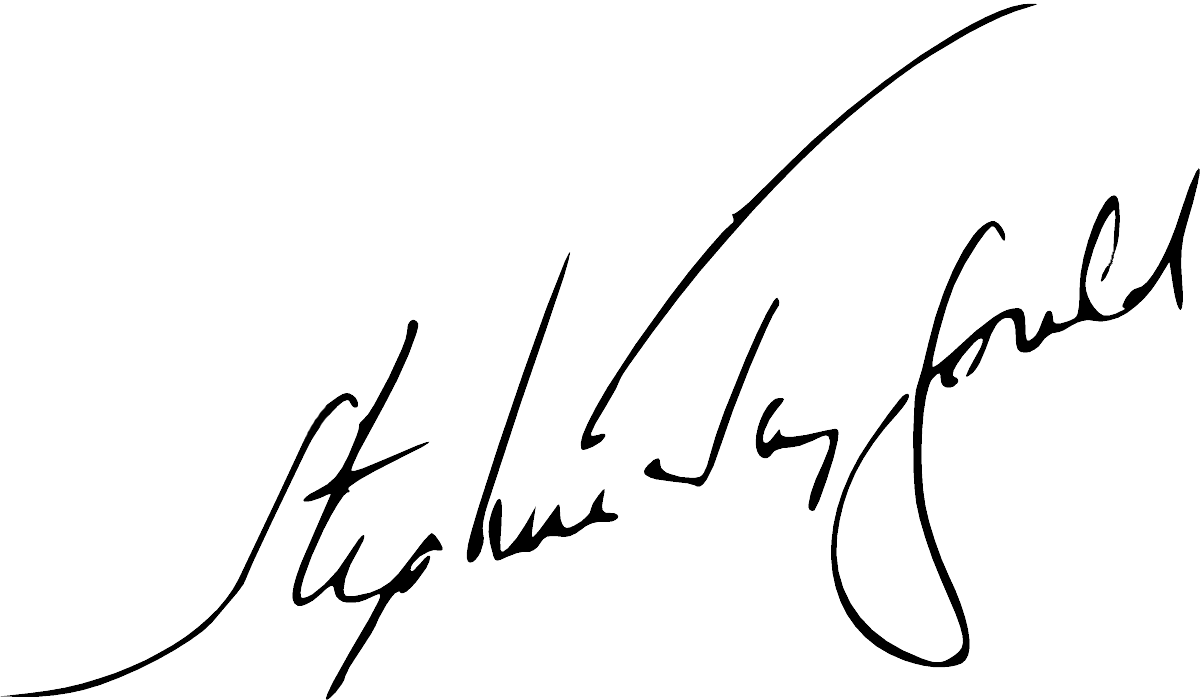
La firma

Docente di zoologia e geologia all'Università di Harvard e profondo studioso dell'evoluzionismo, vinse l'American Book Award for Science per Intelligenza e pregiudizio. Ottenne, inoltre, il premio della National Book's Critic Circle Award, un'organizzazione senza scopo di lucro, formata da circa 700 critici letterari interessati ad onorare la qualità di scrittura e comunicazione.
È considerato uno dei divulgatori scientifici più prolifici ed influenti della sua generazione. In questa veste scrisse oltre 300 saggi pubblicati su Natural History e poi raccolti in vari volumi alcuni dei quali tradotti anche in italiano, come Il pollice del panda, Risplendi grande lucciola, Bravo brontosauro, La vita meravigliosa.

## Biografia
Gould nacque e trascorse i suoi primi anni di vita nel distretto di Queens, New York. Il padre Leonard lavorava come stenografo del tribunale, e sua madre Eleanor era un'artista. Cresciuto in una famiglia ebraica laica, Gould non partecipava formalmente alle funzioni e preferiva definirsi agnostico. Politicamente, nonostante fosse stato "allevato da un padre marxista", definì le sue idee politiche come "molto differenti" da quelle paterne. Secondo Gould, i testi che più influenzarono le sue idee politiche furono The Power Elite di C. Wright Mills e gli scritti politici di Noam Chomsky.
Nei primi anni sessanta, Gould continuò ad essere esposto al pensiero progressista nel campus dell'Antioch College. Negli anni settanta Gould si unì ad una organizzazione accademica di sinistra chiamata "Science for the People". Durante tutta la carriera e in tutti i suoi scritti, Gould combatté l'oppressione culturale in tutte le sue forme, specialmente ciò che considerava pseudoscienza al servizio del razzismo e del sessismo. Gould si sposò due volte. La prima volta, nel 1965 con l'artista Deborah Lee, che incontrò frequentando l'Antioch College e da cui ebbe due figli, Jesse e Evans. Il secondo matrimonio fu contratto con la scultrice Rhonda Roland Shearer nel 1995.
Nel luglio 1982 a Gould fu diagnosticato un mesotelioma peritoneale, una forma particolarmente aggressiva di tumore all'addome. Dopo una difficoltosa convalescenza, durata due anni, Gould pubblicò un articolo per il Discover Magazine intitolato "The Median Isn't the Message" (la mediana non rappresenta il messaggio), in cui discuteva la sua reazione alla scoperta che i pazienti affetti da mesotelioma avevano una vita mediana di solo otto mesi dalla diagnosi.
Nell'articolo inizia descrivendo il reale significato nascosto dietro quel numero, ed il suo sollievo nel rendersi conto che le statistiche sono solo delle utili astrazioni e non tengono conto dell'intera gamma di variazioni. La mediana è il punto di mezzo, il che significa che il 50% dei pazienti muore entro 8 mesi, ma l'altra metà vive più a lungo, potenzialmente molto più a lungo. Verificò, quindi, in quale punto di questa gamma di variazioni le sue caratteristiche personali lo ponevano. Considerando il fatto che la diagnosi fosse stata precoce e che egli fosse giovane, ottimista e con le migliori terapie a disposizione, Gould pronosticò di trovarsi nella metà favorita della statistica. Dopo un trattamento sperimentale di radioterapia, chemioterapia, e chirurgia, Gould guarì completamente ed il suo articolo fu fonte di speranza per molti pazienti.
Gould fu un sostenitore dell'utilizzo terapeutico della cannabis. Durante la sua lotta contro il cancro era solito fumare la droga illegale per alleviare il senso di nausea associato alle sue terapie. Secondo Gould il suo uso della cannabis ebbe l'effetto "più importante" nella sua guarigione. Nel 1998 testimoniò in tribunale nel caso di Jim Wakeford, un canadese utilizzatore ed attivista dell'utilizzo della cannabis per scopi terapeutici.
Stephen Jay Gould morì il 20 maggio 2002, a causa di un adenocarcinoma metastatico del polmone che raggiunse il cervello. Questo tumore era completamente indipendente da quello che lo aveva colpito venti anni prima e dal quale era completamente guarito. Morì nella sua casa "in un letto preparato nella biblioteca del suo loft in SoHo, circondato dalla moglie Rhonda, da sua madre Eleanor e dai molti libri che aveva amato."

## Carriera scientifica
Gould iniziò la sua educazione superiore presso l'Antioch College, laureandosi con una doppia specializzazione in geologia e filosofia nel 1963. Inoltre, durante questo periodo, compì degli studi all'estero presso l'Università di Leeds in Gran Bretagna (UK). Dopo aver completato il suo dottorato alla Columbia University nel 1967, sotto la guida di Norman D. Newell, venne immediatamente assunto dall'Università di Harvard presso cui lavorò fino al termine dei suoi giorni (1967–2002). Nel 1973, Harvard lo promosse a professore di Geologia e curatore di Paleontologia degli invertebrati al Museo di zoologia comparata dell'Università.
Nel 1982 Harvard gli conferì il titolo di professore di Zoologia Alexander Agassiz. L'anno successivo, nel 1983, venne invitato a far parte della American Association for the Advancement of Science, di cui in seguito sarà presidente (1999–2001). L'informativa della AAAS citava i suoi "numerosi contributi sia al progresso scientifico che alla comprensione pubblica della scienza". Occupa la posizione di presidente anche presso la Società paleontologica (1985–1986) e la Società per lo Studio dell'Evoluzione (1990–1991). Nel 1989 Gould viene eletto membro della National Academy of Sciences. Nel periodo 1996–2002 Gould è stato Vincent Astor Visiting Research Professor of Biology alla New York University. Nel 2001 la American Humanist Association lo ha nominato "Umanista dell'anno" per i suoi lavori. Nel 2008, gli è stata assegnata postuma la Medaglia Darwin-Wallace. Fino al 2008 questa onorificenza veniva conferita ogni cinquanta anni dalla Linnean Society of London.

## Pensiero
(Stephen Jay Gould)
In molte occasioni si espresse contro l'oppressione culturale in tutte le sue forme, in special modo contro la pseudoscienza al servizio del razzismo e contro l'insegnamento del creazionismo come teoria scientifica; fu anche ideatore e principale sostenitore del "Principio dei Magisteri Non Sovrapposti" (NOMA) il quale suppone una compatibilità fra religione e scienza, in quanto esse si occuperebbero di due piani differenti (due magisteri) non sovrapponibili.
Dopo aver ottenuto un PhD alla Columbia University, nel 1967 divenne un ricercatore ad Harvard. Aiutò nel 1972 Niles Eldredge a sviluppare la sua teoria degli equilibri punteggiati in cui si sostiene che i cambiamenti evolutivi avvengono in periodi di tempo relativamente brevi (su scala geologica) sotto l'impulso di stress ambientali, separati da lunghi periodi di stabilità evolutiva delle forme di vita.
La sua accesa e prolungata polemica contro Richard Dawkins e le sue posizioni sul gradualismo evolutivo filetico nasce dalla sua opposizione al determinismo ad esso sotteso, a favore dell'indeterminismo che secondo Gould sta alla base della maggior parte dei processi biologici innovativi. Nella visione gouldiana, come peraltro in quella già di Jacques Monod e di tutti i biologi evoluzionisti (Dawkins compreso), il caso (serie di cause sconnesse o causalità intricata) produce il nuovo, mentre la necessità, attraverso la selezione naturale che opera in base a causalità lineare, conserva l'adatto ed elimina l'inadatto.

### Equilibri punteggiati
Agli inizi della sua carriera, Gould e Niles Eldredge svilupparono la teoria degli equilibri punteggiati, nella quale il cambiamento evolutivo è caratterizzato da lunghi periodi di stasi, in cui la specie rimane pressoché immutata, alternati/punteggiati da fasi di cambiamento rapido (in senso geologico).
Secondo Gould gli equilibri punteggiati modificano uno dei pilastri fondamentali "nella logica centrale della teoria darwiniana." ovvero il principio "natura non facit saltum" .
Alcuni biologi evoluzionisti hanno argomentato che sebbene l'equilibrio punteggiato sia stato "di grande interesse per la biologia," ha semplicemente modificato il neodarwinismo in un modo pienamente compatibile con ciò che era noto prima.
Altri hanno comunque enfatizzato il suo essere una novità dal punto di vista teorico, sostenendo che la stasi evolutiva è stata "non prevista dalla maggior parte dei biologi evoluzionisti" e che "ha avuto una notevole influenza sulla paleontologia e la biologia evoluzionista."

### Selezionismo e sociobiologia
Gould, oltre ad altre forze non basate sulla selezione naturale, sostenne l'importanza delle limitazioni biologiche nella storia della vita, come le limitazioni imposte dalle vie di sviluppo embriologico alle possibilità evolutive. In particolare considerò molte funzioni di alto livello del cervello umano essere sottoprodotti collaterali dell'attività della selezione naturale, piuttosto che adattamenti diretti.
Per descrivere queste caratteristiche accidentali cooptate nello sviluppo evolutivo Gould, in collaborazione con Elisabeth Vrba, coniò il termine preadattamento (o exattamento).
Gould sostenne che tale esposizione dello sviluppo cerebrale minasse le fondamenta del determinismo genetico alla base della sociobiologia e della psicologia evoluzionista.

#### Contro laSociobiologia
Nel 1975, con la pubblicazione del volume Sociobiologia - La nuova sintesi E. O. Wilson introdusse un'analisi del comportamento umano basata su una struttura sociobiologica.
In replica a questa pubblicazione, Gould, Richard Lewontin e altri (la Società di Studi Sociobiologici) scrissero una lettera, molto citata in seguito, alla The New York Review of Books intitolata "Against 'Sociobiology'" ("Contro la Sociobiologia"). Questa lettera aperta criticava la nozione di Wilson di "un punto di vista deterministico della società umana e delle azioni umane".
Ma Gould non escluse a priori una spiegazione sociobiologica per molti aspetti del comportamento animale, scrivendo: «i sociobiologi hanno allargato il campo delle storie selettive invocando concetti di fitness inclusiva e selezione di parentela per risolvere (penso con successo) l'irritante problema dell'altruismo (N.d.T.: del come l'altruismo si sia potuto evolvere)- in precedenza il principale ostacolo per una teoria darwiniana del comportamento sociale... In questo campo la sociobiologia ha avuto e continuerà ad avere successo. Ed in questo campo le auguro ogni bene. Perché rappresenta un'estensione del darwinismo ad un reame dove dovrebbe applicarsi.»

### Cladistica
Gould non accettò mai la cladistica come metodo per investigare processi o lineaggi evolutivi, forse perché temeva che tali indagini potessero condurre a trascurare i dettagli della storia biologica, che lui considerava supremamente importanti.
Nei primi anni novanta questo lo portò ad una contesa con Derek Briggs, che aveva iniziato ad applicare tecniche di cladistica quantitativa ai fossili delle Burgess Shale, circa i metodi che si sarebbero dovuti usare per interpretare questi fossili.
Attorno a questo periodo la cladistica divenne il principale metodo di classificazione nella biologia evoluzionistica.
Personal computer economici ma sempre più veloci e potenti resero possibile elaborare enormi quantità di informazioni relative agli organismi viventi e alle loro caratteristiche.
Nello stesso periodo lo sviluppo di efficaci tecniche di reazione a catena della polimerasi permisero di applicare la cladistica anche all'analisi di caratteristiche biochimiche e genetiche.

## Controversie
Gould ha ricevuto molti riconoscimenti per i suoi studi e per le sue opere di divulgazione di storia naturale,
ma non è stato immune da critiche da parte di appartenenti alla comunità dei biologi che, per varie ragioni, sentivano la sua opera come in contraddizione con alcuni punti fondamentali della teoria dell'evoluzione.
Il dibattito pubblico tra i sostenitori di Gould e i suoi critici è stato così aspro da essere stato indicato come "le guerre di Darwin" da diversi commentatori.
John Maynard Smith, un eminente biologo evoluzionista inglese, è stato uno tra i più forti critici di Gould. Maynard Smith ha argomentato che Gould avrebbe frainteso il ruolo fondamentale dell'adattamento in biologia, e ha inoltre criticato l'accettazione da parte di Gould della selezione di specie quale importante componente dell'evoluzione biologica.
In una recensione del libro di Daniel Dennett L'idea pericolosa di Darwin, Maynard Smith ha scritto che Gould "sta dando ai non-biologi un'immagine in larga misura sbagliata dello stato della teoria dell'evoluzione." Ma Maynard Smith non è stato sistematicamente negativo nel suo giudizio circa l'opera di Gould, scrivendo in una recensione al libro Il pollice del panda che "Stephen Gould è il miglior scrittore di divulgazione scientifica popolare attualmente in attività... Spesso mi fa arrabbiare, ma spero che continui a scrivere saggi come questi."

Inoltre, Maynard Smith è stato tra coloro che hanno accolto con favore il ritorno della paleontologia evoluzionistica al centro del discorso evolutivo operato da Gould e altri.
Una delle ragioni di tali critiche è che Gould sembrava presentare la sua idea (degli equilibri punteggiati) come una maniera rivoluzionaria di interpretare il fatto dell'evoluzione, sostenendo l'importanza di altri meccanismi evolutivi rispetto alla selezione naturale darwiniana; meccanismi, che Gould credeva essere stati ignorati da vari scienziati evoluzionisti, che nella sua interpretazione riducevano enormemente l'importanza della selezione naturale nella storia della vita.
Come risultato diversi non-specialisti spesso hanno dedotto dai suoi scritti che Gould avesse dimostrato che Darwin e la teoria evolutiva fossero sbagliate (cosa che Gould ha più volte veementemente negato).
Come capitato ai lavori di altri scienziati nel campo dell'evoluzione, i lavori di Gould sono stati spesso deliberatamente citati fuori contesto dai creazionisti come "dimostrazione" che gli scienziati non avessero idea di come la vita si fosse evoluta. Gould stesso corresse alcuni di questi fraintendimenti e distorsioni delle sue idee in successivi scritti.

## Opere in italiano
- Questa idea della vita (Ever Since Darwin. Reflections in Natural History, 1977), Editori Riuniti, 1984, poi (col sottotitolo La sfida di Charles Darwin), Codice, 2015 ISBN 8835933676
- Quando i cavalli avevano le dita. Misteri e stranezze della natura (Hen's Teeth and Horse's Toes, 1983), Feltrinelli, 1984, ISBN 8807080133
- Intelligenza e pregiudizio. Le pretese scientifiche del razzismo (The Mismeasure of Man, 1981, premiato con l'American Book Award for Science), Editori Riuniti, 1985,  ISBN 9788835934387, poi (col sottotitolo Contro i fondamenti scientifici del razzismo), il Saggiatore, 2016
- Il sorriso del fenicottero (The Flamingo's Smile. Reflections in Natural History, 1985), Feltrinelli, 1987, ISBN 8807080559
- Il pollice del panda. Riflessioni sulla storia naturale (The Panda's Thumb. More Reflections in Natural History, 1980), Editori Riuniti, 1989, poi il Saggiatore, 2001, ISBN  8842809926
- La freccia del tempo, il ciclo del tempo. Mito e metafora nella scoperta del tempo geologico (Time's Arrow, Time's Cycle: Myth and Metaphor in the Discovery of Geological Time, 1987), Collana Saggi, Feltrinelli, 1989, ISBN 8807080826
- La vita meravigliosa. I i fossili di Burgess e la natura della storia (Wonderful Life. The Burgess Shale and the Nature of History, 1989), Feltrinelli, 1990, ISBN 8807080931
- Un riccio nella tempesta. Saggi su libri e idee (An Urchin in the Storm. Essays about Books and Ideas, 1987), Feltrinelli, 1991, ISBN 8807081032
- Bravo Brontosauro (Bully for Brontosaurus. Reflections in natural history, parti 1-5, 1991), Feltrinelli, 1992, ISBN 9788807081132
- Risplendi grande lucciola. Riflessioni di storia naturale (Bully for Brontosaurus. Reflections in natural history, parti 6-10, 1991), Feltrinelli, 1994, ISBN 8807081326
- Otto piccoli porcellini. Riflessioni di storia naturale (Eight Little Piggies. Reflections in Natural History, 1993), Bompiani, 1994, poi il Saggiatore, 2003 ISBN  8845224171
- Uomini e fossili, RCS, 1995 [edizione speciale fuori commercio per la Rivista dei libri].
- Come un dinosauro nel pagliaio (Dinosaur in a Haystack. Reflections in Natural History, 1995), Mondadori, 1997, ISBN  8804419733
- Gli alberi non crescono fino in cielo. Varietà ed eccellenza nella storia della vita (Full House. The Spread of Excellence from Plato to Darwin [titolo dell'ed. statunitense]; Life's Grandeur. The Spread of Excellence from Plato to Darwin [ titolo dell'ed. britannica], 1996; ), Mondadori, 1997, ISBN  8804421428
- Il millennio che non c'è (Questioning the Millennium. A Rationalist’s Guide to a Precisely Arbitrary Countdown, 1997), il Saggiatore, 1999, ISBN  9788842808183
- I pilastri del tempo (Rocks of Ages. Science and Religion in the Fullness of Life, 1999), il Saggiatore, 2000, ISBN  8842808792
- La struttura della teoria dell'evoluzione (The Structure of Evolutionary Theory, 2002), Codice, 2003, ISBN  9788875780005
- I fossili di Leonardo e il pony di Sofia (Leonardo's Mountain of Clams and the Diet of Worms, 1998), il Saggiatore, 2004, ISBN  8842808431
- Le pietre false di Marrakech. Appunti di storia naturale (The Lying Stones of Marrakech. Penultimate Reflections in Natural History, 2000), il Saggiatore, 2007, ISBN  9788842809364
- L'equilibrio punteggiato (Punctuated Equilibrium, 2007), Codice, 2008, ISBN  9788875781026
- Exaptation. Il bricolage dell'evoluzione (Exaptation. A missing term in the science of form, 1982; The Hierarchical Expansion of Sorting and Selection: Sorting and Selection Cannot Be Equated, 1986), con Elisabeth S. Vrba, Bollati Boringhieri, 2008.
- I Have Landed (I Have Landed. The End of a Beginning in Natural History, 2002), Codice, 2009, ISBN  9788875781217